# The Enemy (gruppo musicale neozelandese)
The Enemy fu un gruppo punk rock fondato a Dunedin, in Nuova Zelanda, attivo dal 1977 al 1978, ritenuto il punto di partenza del movimento rock di Dunedin ed estremamente influente sullo sviluppo della cultura musicale della Nuova Zelanda; nonostante la breve vita, il gruppo ha creato uno stile distinto e peculiare e ha reso popolare un atteggiamento di produrre musica che ha contribuito a facilitare lo sviluppo di diverse scene musicali locali sia a Dunedin che in Nuova Zelanda in generale.

## Storia del gruppo
Formata all'inizio del 1977 e guidata dal cantante Chris Knox con il bassista Mick Dawson, il batterista Mike Dooley e il chitarrista Alec Bathgate, la band fu fortemente influenzata da artisti dell'allora ascendente scena musicale punk rock internazionale. Elementi di glam rock, hard rock e della musica da classifiche pop degli anni sessanta, vennero fusi con elementi pre-punk ispirati da artisti come Lou Reed e Iggy Pop (a cui, tra l'altro, si fa riferimento nella canzone "Iggy Told Me", durante la cui esecuzione Knox spesso si tagliava intenzionalmente, disegnando col sangue).
Durante gli ultimi mesi del 1978, il bassista Mick Dawson lasciò il gruppo per tornare a Dunedin e venne sostituito dall'ex membro degli Split Enz, Phil Judd. Col nuovo membro la formazione ebbe problemi di compatibilità e, a causa di queste e altre tensioni (l'etichetta "punk" stava diventando una sorta di fardello), il gruppo si sciolse dopo poco tempo, nel novembre 1978. l loro intero repertorio di 20 canzoni venne registrato ad Auckland, nell'ottobre 1978, poco prima della loro separazione.
Sebbene la band non abbia distribuito alcuna registrazione ufficiale, alcune delle loro esibizioni e alcune loro registrazioni in studio sono state pubblicate in alcuni bootleg.
Dopo lo scioglimento del gruppo, i tre membri fondatori, Bathgate, Dooley e Knox, costituirono un nuovo gruppo, Toy Love con il quale inizialmente suonarono brani provenienti dall'esperienza precedente, riarraggiandoli e modificandone i testi come "Swimming Pool", "I Don't Mind", "1978", "Squeeze", "Cold Meat", "I'm Not Bored" e "Don't Catch Fire". Dopo lo scioglimento anche dei Toy Love nell'ottobre 1980, Bathgate e Knox rimasero insieme fondando un nuovo gruppo, Tall Dwarfs.

## Membri
- Chris Knox
- Alec Bathgate
- Mick Dawson
- Mike Dooley
- Phil Judd